# Віньє-сюр-Сен (кантон)
Віньє́-сюр-Сен (фр. Vigneux-sur-Seine) — кантон у Франції, в департаменті Ессонн регіону Іль-де-Франс.

## Склад кантону
Кантон включає в себе 1 муніципалітет:
| Муніципалітет | Площа | Населення, осіб | Рік  |
| ------------- | ----- | --------------- | ---- |
| Віньє-сюр-Сен | 8,77  | 26497           | 2007 |

## Консули кантону
| Період    | Консул          | Посада                                 |
| --------- | --------------- | -------------------------------------- |
| 1985—1992 | Michel Rémond   |                                        |
| 1992—2004 | Lucien Lagrange | Мер муніципалітету Віньє-сюр-Сен       |
| 2004—2011 | Patrice Finel   | Член ради муніципалітету Віньє-сюр-Сен |

| Франція | Це незавершена стаття з географії Франції. Ви можете допомогти проєкту, виправивши або дописавши її. |